# Aleksandr Porokhovschikov
Aleksandr Aleksandrovich Porokhovschikov (em russo:  Александр Александрович Пороховщиков; São Petersburgo, 1892 – Moscou, 27 de julho de 1941) foi um engenheiro militar e inventor de tanques e aviões russo, conhecido pelo desenvolvimento do Vezdekhod, o primeiro tanque de guerra do mundo (parecido com o atual tanquete) em 1914-1915. O Vezdekhod foi também o primeiro veículo anfíbio sobre lagartas para todo tipo de terreno.
Foi executado pelo governo bolchevique-comunista em 1941.

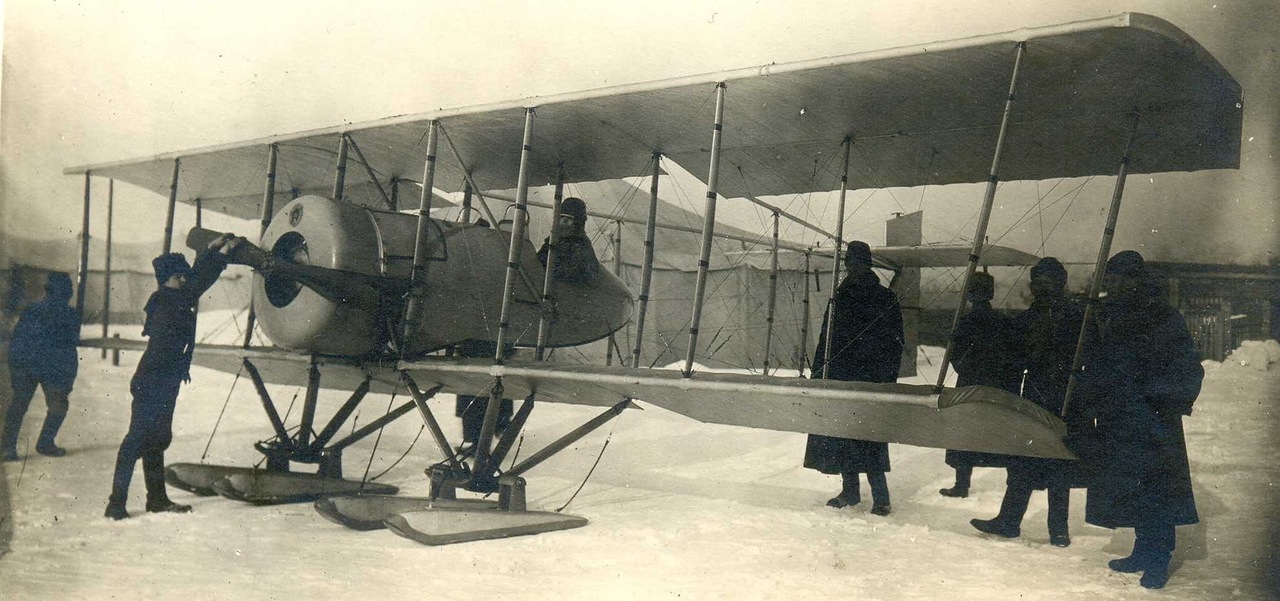
Biplano construído por Porokhovschikov no início da década de 1920